# Tân Khánh, Vụ Bản
Tân Khánh là một xã cũ thuộc huyện Vụ Bản, tỉnh Nam Định, Việt Nam. Xã giáp với các xã Minh Thuận, Hiển Khánh, Minh Tân
Xã tiếp giáp với huyện Bình Lục, tỉnh Hà Nam và huyện Ý Yên, tỉnh Nam Định với ranh giới tự nhiên là con sông Sắt. 
Xã có diện tích 9,61 km², dân số năm 1999 là 6.232 người, mật độ dân số đạt 648 người/km².
Xã gồm 9 thôn: Phú Thôn, Bàn Kết, Nhị Thôn, Hạ Xá, Thọ Trường, Trại Dầu, Việt An, Đống Lương, Phong Cốc.
Thôn Phú Thôn gồm có các xóm như Xóm Trại, Xóm Đình, Xóm Cầu...
Thôn Việt An gồm các xóm: Xóm Trên, Xóm Giữa, Xóm Ngoài, Xóm Bờ Sông.